# Мазар (Дерда) Ганна Іванівна
Ганна Іванівна Мазар (Дерда) (нар. 13 липня 1950, Закарпатська область) — українська радянська діячка, новатор сільськогосподарського виробництва, доярка колгоспу «Перше Травня» Рахівського району Закарпатської області. Депутат Верховної Ради УРСР 10-го скликання.

## Біографія
Освіта середня. Член ВЛКСМ.
З 1968 року — доярка колгоспу «Перше Травня» села Верхнє Водяне Рахівського району Закарпатської області.
Потім — на пенсії у селі Верхнє Водяне Рахівського району Закарпатської області.